# Klub Sportowy Warta Poznań 2016-2017
Questa voce raccoglie le informazioni riguardanti il Warta Poznań nelle competizioni ufficiali della stagione 2016-2017.

## Rosa
Fonte:
| N. |                    | Ruolo | Calciatore          |
| -- | ------------------ | ----- | ------------------- |
|    | Polonia (bandiera) | P     | Mateusz Filipowiak  |
|    | Polonia (bandiera) | P     | Jan Wojnowski       |
|    | Polonia (bandiera) | P     | Wojciech Dojcz      |
|    | Polonia (bandiera) | D     | Bartosz Kieliba     |
|    | Polonia (bandiera) | D     | Alain Ngamayama     |
|    | Polonia (bandiera) | D     | Artur Marciniak     |
|    | Polonia (bandiera) | D     | Nikodem Fiedosewicz |
|    | Polonia (bandiera) | D     | Oskar Kozłowski     |
|    | Polonia (bandiera) | D     | Wojciech Onsorge    |
|    | Polonia (bandiera) | D     | Jakub Kiełb         |
|    | Polonia (bandiera) | D     | Tomasz Dejewski     |
|    | Polonia (bandiera) | D     | Franciszek Siwek    |

| N. |                    | Ruolo | Calciatore          |
| -- | ------------------ | ----- | ------------------- |
|    | Polonia (bandiera) | C     | Krzysztof Biegański |
|    | Polonia (bandiera) | C     | Łukasz Białożyt     |
|    | Polonia (bandiera) | C     | Gracjan Goździk     |
|    | Polonia (bandiera) | C     | Miłosz Brylewski    |
|    | Polonia (bandiera) | C     | Michał Ciarkowski   |
|    | Polonia (bandiera) | C     | Adrian Laskowski    |
|    | Polonia (bandiera) | C     | Filip Brzostowski   |
|    | Polonia (bandiera) | C     | Dominik Chromiński  |
|    | Polonia (bandiera) | C     | Adrian Szynka       |
|    | Polonia (bandiera) | C     | Michał Cywiński     |
|    | Polonia (bandiera) | A     | Jan Paczyński       |
|    | Polonia (bandiera) | A     | Łukasz Spławski     |